# Paul Peschisolido
Paolo Pasquale Peschisolido, plus connu sous le nom de Paul Peschisolido, né le 25 mai 1971 à Scarborough, est un ancien joueur international canadien de soccer s'étant reconverti en tant qu'entraîneur.

## Biographie
Cet attaquant a commencé sa carrière dans le championnat nord-américain de football en salle, aux Kansas City Comets. Il a alors été recruté par le grand club canadien de l'époque, le Toronto Blizzard, en même temps que Fernando Aguiar notamment. Recruté par Birmingham City en novembre 1992, il restera seize ans en Angleterre. Il a joué en tout pour neuf clubs anglais différents, parmi lesquels Fulham, Sheffield United ou encore Derby County. Retraité des terrains à l'issue de la saison 2007-2008, après une expérience malheureuse à Luton Town, où il a très peu joué et n'a pu évité la relégation du club en League Two, il reprend du service en janvier 2009 en devenant entraîneur-joueur d'un club irlandais, le St. Patrick's Athletic FC. Il quitte ce poste en mai, et s'engage dans la foulée avec le Burton Albion FC, où il sera entraîneur à temps plein.

## Palmarès
- 53 sélections et 11 buts avec l'équipe du Canada entre 1992 et 2004.